# Luis I de Orléans-Longueville
Luis I de Orléans-Longueville (1480-Beaugency, 1 de agosto de 1516), Conde de Montgomery , conde de Tancarville , príncipe de Châtelaillon , vizconde de Abbeville , marqués de Rothelin y conde de Neuchâtel por su matrimonio, gran chambelán de Francia y gobernador de Provenza (Montgomery y Abbeville proceden de Harcourt por una unión con Castilla - Ponthieu -Alençon y Montgommey- Aumale  ; Tancarville y Châtelaillon des Harcourt por una unión con los propios Meluns aliados con Tancarville y luego con Parthenay: todos de Marie d'Harcourt, su abuela paterna; Rothelin está encabezado por su esposa Jeanne de Bade-Hochberg).
Es el capitán de la primera compañía de los cien caballeros de la Casa del Rey.

## Vida
Hijo menor de Francisco I de Orléans-Longueville (hijo de Juan Bastardo de Orleans, conde de Dunois y Longueville, y de la heredera Marie d'Harcourt Montgomery, Melun, Tancarville, Parthenay Chatelaillon) y de Inés de Saboya (cuñada de Luis XI). Accedió al título de duque de Longueville tras la muerte, el 23 de mayo de 1515, de su sobrina Renée d'Orléans, hija de Francisco II de Orléans-Longueville. Fue hecho prisionero por los ingleses en la Batalla de Guinegate (1513) y aprovechó su cautiverio en Londres para negociar el matrimonio de Luis XII con María Tudor, que provocó el tratado de paz.

### Matrimonio e hijos
Luis se casó en 1504 con Jeanne de Hochberg (-1543), hija de Felipe de Hachberg (rama de los margraves de Baden que eran condes de Neuchâtel y Valangin en Suiza y señores de Rothelin (Rötteln) en Bade), bisnieta del rey Carlos VII y María de Anjou por su madre María de Saboya (sobrina de Agnes arriba e hija de Amadeo IX), y fueron padres de:
- Claudio (1508 -9 de noviembre de 1524), Duque de Longueville , conde de Montgomery, conde de Tancarville , vizconde de Abbeville, par de Francia.
- Luis II (1510-1537), esposo de María de Guisa, padre de Francisco III de Longueville, sucesor de Luis I y Juana en el principado de Neuchâtel.
- Charlotte (1512 † 1549), esposa de Felipe de Saboya-Nemours, duque de Nemours y conde de Ginebra, fundador de la Casa Saboya-Nemours y antepasado de Luis XV.
- Francisco (2 de marzo de 1513 - 25 de octubre de 1548), Marqués de Rothelin, esposo de Jacqueline de Rohan-Gyé. Tendrá un hijo bastardo, de Él procede la rama de la Casa de Orléans-Rothelin.